# Corvus antipodum
Il corvo della Nuova Zelanda (Corvus antipodum (Forbes, 1893)) è un uccello passeriforme estinto della famiglia Corvidae.

## Etimologia
Il nome scientifico della specie, antipodum, deriva dal latino e significa "degli antipodi", in riferimento all'areale di distribuzione che questi uccelli occupavano.

## Descrizione
In base ai resti ossei finora rinvenuti, si ha motivo di ritenere che i corvi della Nuova Zelanda fossero uccelli piuttosto imponenti (ovviamente in relazione agli altri corvi): mentre non è possibile stimare la loro lunghezza (mancando resti delle penne della coda, che avrebbe potuto essere più o meno lunga, alterando le eventuali stime), si pensa che il loro peso in vita avrebbe potuto superare il chilogrammo, rendendoli fra le specie più pesanti di corvidi ed in generale fra i passeriformi. La popolazione dell'Isola del Sud raggiungeva dimensioni mediamente maggiori rispetto a quella dell'Isola del Nord.
Il corvo della Nuova Zelanda possedeva lunghe e forti zampe, lunghe ali e un becco conico, dritto, lungo e appuntito, dalla punta lievemente adunca: non sono disponibili dati riguardo alla colorazione, tuttavia, considerando la grande conservatività della livrea fra i corvi, si pensa che questi uccelli presentassero piumaggio nero lucido (eventualmente con sfumature metalliche), e forse (se venisse confermata la loro parentela coi corvi australiani) occhi di colore chiaro.

## Biologia
Si trattava molto probabilmente di uccelli dalle abitudini di vita diurne, che vivevano in coppie o in piccoli gruppi e passavano la maggior parte del tempo alla ricerca di cibo. Essendo la maggior parte dei reperti ascrivibili a questa specie rinvenuti in aree costiere, si ritiene che il corvo della Nuova Zelanda fosse un assiduo frequentatore delle colonie riproduttive di otarie ed uccelli marini, dove molto verosimilmente si cibava di uova e nidiacei lasciati incustoditi, cuccioli morti o deboli, placente di neonati e carcasse: oltre ciò, questi animali dovevano essere degli opportunisti, che si cibavano un po' di tutto ciò che di commestibile erano in grado di reperire durante la ricerca del cibo (pesce, molluschi e crostacei delle pozze di marea, insetti ed altri invertebrati, frutta e semi).

Similmente alla maggior parte dei corvidi, anche il corvo della Nuova Zelanda doveva essere un uccello monogamo, le cui coppie collaboravano nelle varie fasi dell'evento riproduttivo e nidificavano sulle falesie rocciose o sulla cima degli alberi.

## Distribuzione e habitat
Come intuibile dal nome comune, il corvo della Nuova Zelanda era endemico della Nuova Zelanda, della quale popolava sia l'Isola del Nord che l'Isola del Sud, oltre ad essere presente (forse introdotta) su Stewart Island: il ritrovamento di un singolo osso ascrivibile alla specie in un sito archeologico di Enderby Island (nelle isole Auckland) divide la comunità scientifica sul se l'animale a cui esso apparteneva sia giunto sull'isola al seguito dell'uomo o in maniera accidentale.
I resti del corvo della Nuova Zelanda sono stati rinvenuti nei depositi pleistocenici ed olocenici delle aree costiere, sicché si pensa che questi uccelli popolassero principalmente le scogliere e le spiagge.

## Tassonomia
Se ne riconoscono due sottospecie:
- Corvus antipodum antipodum (Forbes, 1893) - endemica dell'Isola del Nord;
- Corvus antipodum pycrofti Gill, 2003 - di dimensioni maggiori, endemica dell'Isola del Sud;

Le relazioni tassonomiche del corvo della Nuova Zelanda rimangono incerte: verosimilmente, questi uccelli erano molto affini al corvo delle Chatham.

## Estinzione
Il corvo della Nuova Zelanda sembra essere scomparso rapidamente nel corso del XVI secolo, ben prima dell'arrivo degli europei ma non molto dopo l'arrivo dei polinesiani: sebbene possa sembrare inusuale la scomparsa di uccelli così intelligenti ed adattabili quali i corvi, il ritrovamento di gran parte dei resti di corvo della Nuova Zelanda in sambaquì lascia intendere che essi venissero consumati come cibo dai progenitori dei Maori, fattore questo che, in associazione alla diminuzione delle fonti di cibo per lo stesso motivo, ne ha probabilmente decretata l'estinzione.